# Ley antiterrorismo de la República Popular China
La Ley Antiterrorista de la República Popular China es una ley destinada a combatir el terrorismo que fue votada y aprobada en la reunión de clausura del Comité Permanente del XII Congreso Nacional Popular de la República Popular China celebrada el 27 de diciembre de 2015. Según la decisión del Comité Permanente de la Asamblea Popular Nacional, el presidente Xi Jinping firmó un decreto presidencial para anunciarlo el mismo día, y entró en vigor el 1 de enero de 2016. La ley consta de 10 capítulos y 97 artículos, que estipulan la identificación de organizaciones y personal terroristas, precauciones de seguridad, información de inteligencia, investigación, respuesta, cooperación internacional, medidas de salvaguardia y responsabilidades legales.

## Antecedentes
Antes de la promulgación e implementación de la Ley Antiterrorista, las leyes y reglamentos de la República Popular China sobre antiterrorismo se encontraban en muchas leyes, como la Ley Penal, la Ley de Procedimiento Penal, la Ley contra el Lavado de Dinero y la Policía Armada Popular. Ley y el Noveno Congreso Nacional del Pueblo el 29 de diciembre de 2001. La "Enmienda a la Ley Penal de la República Popular China", la "Ley de Seguridad Nacional" y sus normas de implementación adoptadas en la 25.ª reunión del Comité Permanente, y la " Representantes del Pueblo Nacional" adoptada en la 23.ª reunión del Comité Permanente de la 11.ª Asamblea Popular Nacional La Decisión del Comité Permanente de la Asamblea General sobre cuestiones relevantes relativas al fortalecimiento de la labor antiterrorista, etc. Además, China también ha concluido y participado en una serie de convenios internacionales antiterroristas como el Convenio para la represión de los atentados terroristas cometidos con bombas y el Convenio internacional para la represión de la financiación del terrorismo. Las resoluciones antiterroristas como las 1267, 1373, 1333 y 1456 adoptadas por el Consejo de Seguridad de la ONU también son una base importante para las actividades antiterroristas de China.